# 川合眞紀
川合眞紀（日语：／ Kawai Maki，1952年1月21日—），日本化学家，分子科学研究所所長、日本化学会会長、東京大学研究生院教授，前理化学研究所理事。开创了空间选择性单分子光谱学。

## 生平
1975年获东京大学学士学位，1980年获东京大学博士学位，博士导师为田丸謙二。